# Lynsey Bartilson
Lynsey Bartilson, née le 1er juillet 1983 à Edina (Minnesota) est une actrice américaine.

## Biographie
Lynsey Bartilson apparaît dans le casting de la sitcom Parents à tout prix où elle joue le personnage de Lily. Elle est aussi apparue dans une autre sitcom, That '70s Show (en français 70), ainsi que dans l'épisode 18 de la saison 7 de la série à succès Malcolm ainsi que dans un épisode de NCIS : Enquêtes spéciales (épisode 12 saison 4) où elle joue le rôle d'une jeune médecin légiste. Elle a également fait une apparition dans Bonne chance Charlie. Elle joue le rôle de Becca dans la web-série The Online Gamer et contribue à divers autres projets avec l'équipe de Reckless Tortuga (en).

## Filmographie
- 1996 : Mrs. Santa Claus : Nora Kilkenny
- 2001 : Parents à tout prix de Bill Martin et Mike Schiff : Lily Catherine Finnerty
- 2006 : Malcolm saison 7 épisode 18 : Danielle
- 2007 : Bones saison 3 épisode 5 : Sandy Evans